# Мурадлы, Мешади Абдул
Мешади Абдул Хусейнали оглы Мурадлы (азерб. Məşədi Əbdül Hüseynəli oğlu Muradlı; 1844, Шуша, Шушинский уезд, Елизаветпольская губерния, Российская империя — 1900, Шуша, Шушинский уезд, Елизаветпольская губерния, Российская империя) — азербайджанский поэт XIX века, член литературного общества «Меджлиси-фарамушан».

## Биография
Мешади Абдул Мурадлы родился в 1844 году в городе Шуша. Он получил хорошее образование в медресе. Дальше занимался торговлей и в основном работал в Петровске. Писал стихи под псевдонимами Шахин и Рахзан. Поэт Мир Мохсун Навваб пишет о нём: «Одним из добродушных и популярных поэтов Карабаха является Абдул ибн Хусейнали ибн Мешади Мурад. Но покойный Абдул был известен по имени своей матери. Так называл его весь народ Карабаха — Абдул Фатиоглу. Он родился, а также получил образование и воспитание в Шушинской крепости. Двадцать лет назад он переехал в Петровск и занимался там торговлей. Умер несколько лет тому назад. Ему было от пятидесяти пяти до шестидесяти лет». Поэт скончался в 1900 году в родной Шуше.